# Elmoparnus pandus
Elmoparnus pandus is een keversoort uit de familie ruighaarkevers (Dryopidae). De wetenschappelijke naam van de soort werd in 1977 gepubliceerd door Spangler & Perkins.